# Clarisa Huber
Clarisa Belén Huber (* 22. Dezember 1984 in Tandil) ist eine österreichisch-argentinische Fußball- und Futsalspielerin.

## Karriere
Huber wurde als Tochter österreichischer Einwanderer in Tandil in der Provinz Buenos Aires geboren.

### Im Verein
1994 begann Huber ihre Fußballkarriere mit ihrer Schwester Kimberley und der argentinischen Fußballnationalspielerin Evangelina Testa bei Alquiler Canchas de Futbol.
Im Frühjahr 1999 verließ sie ihren Heimatverein und wechselte zum Club El Porvenir. Dort gab sie in der Saison 1999/2000 im Alter von 15 Jahren ihr Profidebüt. Nach vier Jahren für den Zweitligisten und der erstmaligen Nominierung für die Nationalmannschaft wechselte sie zu Boca Juniors. Huber etablierte sich als Leistungsträgerin und kam in einigen Länderspielen zum Einsatz, bevor sie 2008 zum spanischen Erstligisten Prainsa Saragossa wechselte.
Nach drei Jahren in Spanien kehrte sie im Sommer 2011 nach Argentinien zurück und spielt seitdem für die Frauenfußballabteilung des argentinischen Zweitligisten Club Atlético Atlanta.

### Nationalmannschaft
Zwischen 2003 und 2009 stand sie im Kader für die Argentinische Fußballnationalmannschaft der Frauen und nahm an den Weltmeisterschaften 2003 und 2007 teil.

### Futsalkarriere
Nach ihrer Rückkehr 2011 nach Argentinien spielt sie in den Pausen zwischen Apertura und Clausura Futsal für ihren Verein Club Atlético Atlanta. Seit Oktober 2011 gehört sie der Argentinischen Futsalnationalmannschaft der Frauen an.